# 神戸市立多聞の丘小学校
神戸市立多聞の丘小学校（こうべしりつ たもんのおかしょうがっこう）は、兵庫県神戸市垂水区本多聞5丁目にある公立小学校。

## 概要
神戸市垂水区にある小学校である。

## 沿革

### 略歴
当校は、2021年（令和3年）に神戸市立本多聞小学校（本多聞4丁目4番1号）の校舎を改修して使用していた。2023年（令和5年）神戸市立多聞南小学校の跡地に校舎を移転している。

### 年表
- 2021年（令和3年）
  - 4月1日 - 神戸市立本多聞小学校、神戸市立多聞南小学校の統合により開校。
  - 4月8日 - 開校宣言を行い、始業式挙行。
  - 4月9日 - 第1回入学式挙行。
  - 5月29日 - 第1回運動会開催。
- 2022年（令和4年）
  - 3月24日 - 第1回卒業式挙行。
  - 3月25日 - 3学期終業式挙行。
- 2023年（令和5年）
  - 4月1日 - 校舎移転。

## 学校行事
| - 4月 始業式・入学式 - 5月 - 6月 | - 7月 終業式 - 8月 - 9月 始業式 | - 10月 - 11月 - 12月終業式 | - 1月 始業式 - 2月 - 3月 終業式・卒業式 |

## 通学区域
- 神戸市垂水区[2]
  - 学が丘1
  - 本多聞2～7

## 進学先中学校
- 神戸市立本多聞中学校（本多聞2～7）
- 神戸市立多聞東中学校（学が丘1、ただし、希望により神戸市立本多聞中学校への進学可[3])

## 交通
- 山陽バス 7・53系統「本多聞5丁目」より

## 通学区域が隣接している学校
- 神戸市立舞多聞小学校
- 神戸市立多聞東小学校
- 神戸市立西脇小学校
- 神戸市立多聞台小学校